# Grof wild (De Kiekeboes-album)
Grof wild is het 129ste stripverhaal van De Kiekeboes. Dit album voor de reeks van Merho werd door striptekenaar Kristof Fagard getekend, inkt door Peter Koeken. Het album verscheen op 21 september 2011.
Het verhaal is gebaseerd op de gelijknamige roman van Pieter Aspe.

## Verhaal
Marcel Kiekeboe en zijn vrouw Charlotte willen bij wijze van een tweede huwelijksreis een weekendje in de Ardennen doorbrengen. Charlotte heeft het idee opgevat om hun chalet te laten terroriseren door een bende ingehuurde kerels, acteurs weliswaar, zodat Marcel haar moet verdedigen. Fanny helpt haar ma en belt Tomboy, die 4 mannen kent: de zogenaamde Dafal gang (Jan, Piet, Joris en Korneel).
Chichi wil het bedrijf van Firmin verkopen aan een zekere Jos Stakovits. Firmin wil hier een stokje voorsteken en roept de hulp in van Marcel. Die organiseert een petitie en een betoging, waardoor de verkoop wordt afgeblazen. Als dank mag Marcel de nieuwe Lexus van Firmin gebruiken om naar de Ardennen te rijden. Jos Stakovits is echter razend omdat de verkoop niet doorgaat en huurt een vierkoppige motorbende in om Firmin te volgen in zijn Lexus, die een ingebouwde zender draagt. De mannen weten echter niet dat Marcel en Charlotte in de auto zitten.
Charlotte en Marcel worden dus tijdens hun verblijf in de Ardennen lastiggevallen door de motorbende. Marcel probeert Charlotte te redden. Zij denkt nog steeds dat het opgezet spel is. Uiteindelijke komt ze te weten dat de motorbende echte criminelen zijn en wordt ze vastgebonden in een chalet. Ondertussen zijn Fanny en Konstantinopel met behulp van Fanny's ex-vriendjes Nerd en Jens de plaats van de Lexus te weten gekomen. Uiteindelijk komt de politie te plaatse en rekent de bende in.

## Achtergronden bij het verhaal
- Jos Stakovits is een woordspeling op de componist Dmitri Sjostakovitsj.
- De Dafal gang is een woordspeling op het geneesmiddel dafalgan.
- Jan, Piet, Joris en Korneel zijn de hoofdpersonages uit het Nederlandse visserslied Al die willen te kaap'ren varen. Er werd al eerder een woordspeling op deze namen gemaakt in het album De hoed van Robin.